# Bernard Desbrière
Bernard Desbrière, né le 10 mai 1935 à Buxy, est un homme politique français.

## Détail des fonctions et des mandats
Mandats locaux
- 1970 - 1982 : Conseiller général
- 1971 - 1989 : Maire adjoint de Buxy

Mandat parlementaire
- 21 mars 1982 - 1er octobre 1986 : Sénateur de Saône-et-Loire